# Вибори до Європейського парламенту в Ірландії 2014
Вибори в Європейський парламент в Ірландії відбулися 23 травня 2014 року одночасно з місцевими виборами. На виборах було обрано ірландську делегацію, що складається з 11 депутатів.
Європейські вибори в Ірландії проходять по системі єдиного переданого голосу.
Виборча комісія запропонувала змінити виборчі округи Ірландії, так як в результаті підписання Лісабонського договору в грудні 2009 року загальна кількість місць Європарламенту обмежена 751 депутатом.
Замість 4 округів було сформовано 3:
- Мідлендс — Північно-Захід — 4 місця
- Південь — 4 місця
- Дублін — 3 місця

## Результати
- Фіне Гел — 4
- Шинн Фейн — 3
- Фіанна Файл — 1
- Незалежні кандидати — 3